# Lov om naturvern
Lov om naturvern, eller naturvernloven (Lov 19. juni 1970 nr. 63 om naturvern) er en norsk lov, som giver hjemmel for oprettelse af naturbeskyttelsesområder f.eks: nationalparker, landskapsvernområder, naturreservater, biotopfredningsområde og naturminde. Den giver også hjemmel for fredning af både plante- og dyrearter.

## Eksterne kilder og henvisninger
- Miljøverndepartementet om loven

| Jura | Spire Denne juraartikel er en spire som bør udbygges. Du er velkommen til at hjælpe Wikipedia ved at udvide den. |